# 국제 차 문화대전
국제 차 문화대전(티월드 페스티벌,Tea World Festival)은 차(茶) 전문행사이다. 2003년 서울 코엑스에서 첫 개최를 하였으며 개최 초기에는 '국제 차(茶) 문화대전'이라는 명칭으로 시작했으나 현재는 '티월드 페스티벌(Tea World Festival)'이라는 명칭으로 불리고 있다.

## 개요
국제 차 문화대전은 국내 차(茶) 문화 증대 및 인구저변 확대에 기여한다는 취지로 시작되었다. 전시회 주제로 여러 가지 차(茶) 제품과 다기(茶器) 및 다구(茶具)들을 전시,판매하고 있으며 다류(茶類) 및 다기(茶器) 관련 기업 및 단체가 참가하여 제품들을 출품전시한다. 동시에 차(茶) 산업 종사자와 소비자간의 상호교류를 표방하는 역할도 하고 있으며 단순히 차(茶) 문화를 떠나서 건강,사랑,인정(人情)을 나누는 전시회, 친환경 자연사랑 전시회를 표방하기도 한다. 각 부스별로 참관객들을 대상으로 한 차(茶) 시음행사를 하기도 한다.

## 전시분야
- 차(茶) 원재료 및 제품
- 차(茶) 문화 및 생활용품
- 차(茶) 공예 및 용품
- 제차(製茶) 분야
- 차(茶) 관련 기업 및 판매업체

## 참고인용
- 티월드 페스티벌 홈페이지